# Lim Kee Chong
Appelé tantôt An Yan Lim Kee Chong, tantôt Alain Lim Kee Chong, il est connu comme Lim Kee Chong, et est un ancien arbitre de football mauricien, né le 15 mai 1960, qui est actuellement instructeur CAF et FIFA, ainsi que membre de différentes commissions arbitrales. D'origine hakka et sino-mauricien, il a aussi occupé la fonction d'agent des douaniers en parallèle de sa carrière d'arbitre.

## Carrière d'arbitre

### 1988-1992: Les débuts d'arbitre international
Lim Kee Chong a commencé à officier en tant qu'arbitre à partir de l'année 1988. Arbitre FIFA, il officie en 1991 dans une compétition internationale, la Coupe du monde de football des moins de 17 ans 1991, en Italie. Dans ce tournoi, il ne dirige que deux matchs du premier tour (le 18 août Australie-Mexique (4-3) et le 22 août Cuba-Uruguay (0-1)), sans disputer les phases finales. 
Puis l'année 1992 constitue une année importante pour lui : la première des trois compétitions majeures est la CAN 1992 au Sénégal. Il dirige un match du premier tour entre le Cameroun et le Maroc (1-0) et la demi-finale entre le Cameroun et la Côte d'Ivoire, se terminant par une séance de tirs au but victorieuse pour les Ivoiriens. Durant ce match, Lim Kee Chong siffla un pénalty à la vingtième minute pour les Camerounais, tiré par Emmanuel Kundé et arrêté par Alain Gouaméné. La deuxième compétition se déroule en juillet à Barcelone, lors des Jeux olympiques de 1992, où il dirige deux matchs du premier tour (USA-Koweït 3-1 et USA-Pologne 2-2) mais n'accède pas à la phase finale. Pour la troisième compétition, en octobre, il officie dans une nouvelle compétition créée, la Coupe des confédérations 1992. Il ne dispute qu'un match mais il s'agit de la finale entre l'Arabie saoudite et l'Argentine, durant laquelle l'Argentine remporte le match et le tournoi.

### 1993-1998: Un arbitre international reconnu

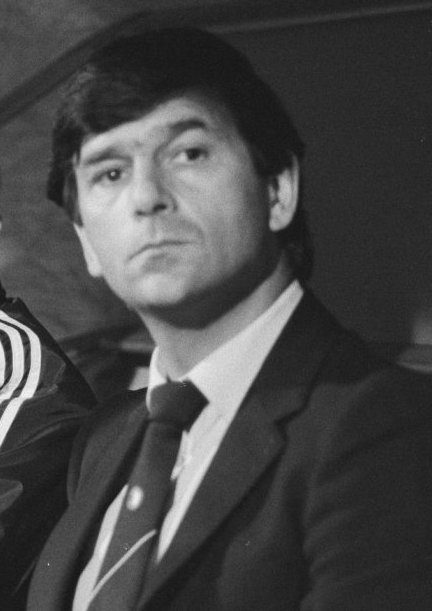
Le sélectionneur du Nigeria Clemens Westerhof affirme une corruption de l'arbitre mauricien lors d'un match des éliminatoires pour le mondial 1994.

Entre 1993 et 1994, il officie lors des éliminatoires de la Coupe du monde 1994 et a la particularité d'avoir officié un match de la zone UEFA (Bulgarie-Finlande le 28 avril 1993 sur le score de deux buts à zéro). Durant cette phase de qualification, lors d'un match de l'Algérie qu'il a arbitré, il "a vu des fans jeter des oranges sur lui après avoir refusé ce qui aurait été une égalisation pour les Algériens". De même, le sélectionneur de l'époque du Nigeria, le Néerlandais Clemens Westerhof affirme que "l'arbitre Lim Kee Chong a reçu une belle montre de la part du ministre du sport du Nigeria" et qu'"il l'aurait vu avec lors du match de tour final entre l'Algérie et le Nigeria à Alger", le 8 octobre 1993.
La CAN 1994 en Tunisie est l'occasion de s'affirmer sur la scène africaine. Après avoir arbitré les matchs Nigeria-Égypte et Tunisie-Mali lors du premier tour et le quart-de-finale entre le Zaïre et le Nigeria, il officie lors de la finale. Ayant déjà officié lors d'une finale, il n'a pas eu à attribuer de carton mais durant la première période, il n'a pas sifflé une faute du Zambien Evans Sakala sur le Nigérian Emmanuel Amunike dans la surface de réparation, durant la première période. 
Sélectionné pour le Mondial 1994, il officie lors du match Brésil-Russie en tant qu'arbitre central. Ainsi, il devient le deuxième arbitre mauricien à diriger un match de Coupe du monde, après Edwin Picon-Ackong lors du Mundial 1986, lors du match Paraguay-Irak (1-0). Lors de ce match, durant la première période, il voit le but de Romário du pied sur un corner de Bebeto à la vingt-sixième minute et ne siffle pas un ceinturage d'un joueur brésilien par un Russe dans les dix-huit mètres. Néanmoins, à la cinquante-deuxième minute, la faute commise sur Romário par le Russe Vladislav Ternavski provoque un penalty, qui est transformé par Raí, prenant à contre-pied Dmitri Kharine. Lim Kee Chong sanctionne durant le match trois joueurs russes de cartons jaunes. Il fera ensuite des matchs du premier tour en tant que quatrième arbitre lors de USA-Colombie (2-1) et de Argentine-Bulgarie (0-2) et lors d'un huitième-de-finale entre la Roumanie et l'Argentine (3-2).   
Il a l'occasion d'arbitrer aussi la finale retour de la Coupe des clubs champions africains 1994, entre les Tunisiens de l'ES Tunis et les Égyptiens du Zamalek SC, remportée par les Tunisiens. Au cours de ce match, il siffle un penalty à la cinquante-deuxième minute, transformé par Ben Naji.
L'année 1995 est principalement ciblée sur la Coupe du roi Fahd 1995 et il ne dispute qu'un match entre le pays-hôte et finaliste de la Coupe d'Asie des nations de football 1992, l'Arabie saoudite et le vainqueur surprise de l'Euro 1992, à savoir le Danemark. Ce match est largement dominé par les Danois, avec de nombreuses occasions et des Saoudiens plutôt en défense. Au cours de ce match, il ne met que deux cartons jaunes. 
L'année 1996 voit Lim Kee Chong diriger la CAN 1996 en Afrique du Sud. Il arbitre deux matchs du premier tour (Cameroun-Égypte (2-1) et Zambie-Sierra Leone (4-0)) et un quart-de-finale entre le Gabon et la Tunisie (victoire des Tunisiens aux tirs au but). Puis en mars, le match de la supercoupe de la CAF entre les Sud-africains de Orlando Pirates et les Algériens de la JS Kabylie est dirigé par lui, voyant la victoire des Sud-africains. Plus surprenant encore, il a aussi officié en J-League 1996, durant cinq matchs.
D'autres faits d'armes ont lieu entre 1997 et 1998 : en plus des qualifications pour le Mondial 1998, il dirige la finale retour de la C1 africaine en 1997 entre les Marocains du Raja Casablanca et les Ghanéens de Obuasi Goldfields, qui se termine par une séance de tirs remportée par les Marocains ; puis la CAN 1998 au Burkina Faso, où il officie juste un match du premier tour (Algérie-Guinée) et un quart-de-finale (Tunisie-Burkina Faso, sifflant un penalty à la quarante-cinquième minute pour les Burkinabés) .

### La Coupe du monde 1998: entre compétition et suspension de deux ans
La Coupe du monde de football de 1998 en France lui permet de diriger le match du premier tour en tant qu’arbitre central entre la Roumanie et la Colombie, se soldant par une victoire des premiers sur le score d'un but à zéro. Au cours de ce match, il met quatre cartons jaunes (trois pour les Roumains et un pour les Colombiens). Après ce match, il ne sera que quatrième arbitre lors des matchs du premier tour Italie-Autriche (2-1) et Argentine-Croatie (1-0), et lors du huitième-de-finale entre la Roumanie et la Croatie (0-1). 
Après la Coupe du monde 1998, le Nigérien Lucien Bouchardeau et lui sont suspendus par la CAF, mais pour le Mauricien, il est suspendu après avoir été en conflit avec le vice-président de la CAF et ancien président de la commission d'arbitrage, le Somalien Farah Addo,. Il rate ainsi la CAN 2000, alors qu'il a arbitré les éditions 1992 à 1998.

### 2000-2005: Vers la fin de la carrière
Il reprend ses activités arbitrales qu'en 2000, et il réitère son expérience au Japon, en 2000 (phase retour) et en 2001 (phase retour). Cela a été réalisé en compagnie de l'Espagnol José García-Aranda, qui ont pour objectif d'aider les jeunes arbitres japonais en apportant son expérience afin qu'ils progressent. Il dirige la même année la finale aller de la ligue des champions africaine entre le club tunisien de l'ES Tunis et le club ghanéen de Hearts of Oak SC. Durant ce match, il expulse le Ghanéen Mireku à la soixante-cinquième minute. 
Il s'occupe aussi des éliminatoires de la Coupe du monde 2002 à l'occasion de deux matchs, puis arbitre la finale retour de la Coupe COSAFA 2001, entre le Zimbabwe et l'Angola, match remporté par l'Angola sur le score d'un but à zéro et il expulse le Zimbabwéen Benjamin Mwaruwaru à la soixante-sixième minute. Il a été appelé à officier à la CAN 2002 au Mali durant laquelle il dirige deux matchs du premier tour (Burkina Faso-Maroc (1-2) puis Mali-Algérie (2-0) et une demi-finale entre le Mali et le Cameroun (0-3). 
La fin de carrière se fait tranquillement : il officie brièvement lors des Jeux des îles de l'océan indien 2003, lors du match du premier tour entre les Seychelles et Madagascar, puis quelques matchs amicaux,,, termine les éliminatoires de la coupe du monde 2006, en officiant cinq matchs et arrêtant sa carrière en décembre 2005. Il est honoré en 2005 une récompense spéciale pour les services rendus pour le sport mauricien lors de la soirée des oscars du sport 2005, en compagnie du cavalier Samraj Mahadia.

## Dans les instances arbitrales continentales et mondiales

### Aux niveaux national et continental
Après avoir arrêté sa carrière d'arbitre en décembre 2005, après avoir atteint l'âge de 45 ans, il est coordinateur des arbitres mauriciens dans la Mauritius Football Association (MFA). En son sein, il a occupé les rôles de coordinateur de l'arbitrage, membre de l'organe politique de l'arbitrage lors en 2015 et en 2016 et de la vice-présidence de la commission. Il est même impliqué dans la formation des arbitres mauriciens, en tant qu'instructeur, comme en 2012.
En parallèle de ces activités à l'île Maurice, il est aussi instructeur de la CAF en 2011. Il gravit les échelons et devient, dès le 8 mai 2017, le vice-président de la Commission des arbitres africains. Il est aussi chargé de superviser l’utilisation de la VAR en Afrique dès 2018, à l'occasion des demi-finales du CHAN 2018, au Maroc. 
Ainsi, il a supervisé des matchs de la Ligue des champions africaine, les arbitres féminines pour la CAN féminine 2018 et la coupe du monde 2019, ou les arbitres de l'Élite-B de la CAF (comme à Libreville en septembre 2019) et même, les arbitres pour le CHAN 2020.
Depuis février 2020, il est chargé de la surveillance des arbitres dans la partie sud de l'Afrique (zone COSAFA).

### Au niveau mondial

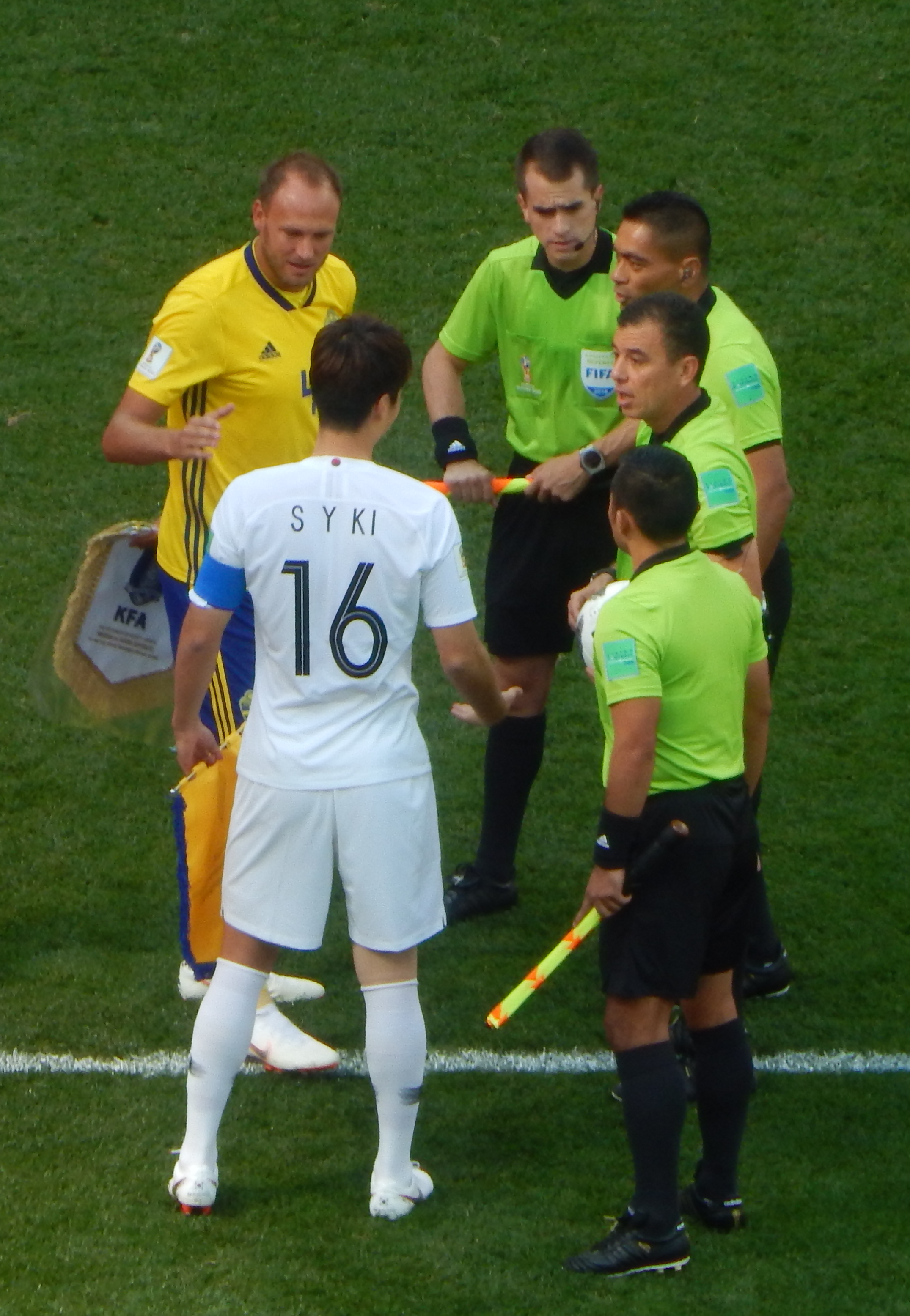
Lim Kee Chong est chargé de contrôler les arbitres du match Suède-Corée du Sud (1-0). Il s'agit de Joel Aguilar, de Juan Zumba, de Juan Carlos Mora Araya et de Norbert Hauata.

Avant d'être arbitre FIFA, lors de la Coupe du monde de football de 2006 en Allemagne, il fait partie des treize membres composant le Technical Study Group (TSG), dirigé par Holger Osieck, qui détermine l'équipe all-star, le prix du meilleur gardien du tournoi et le prix du meilleur jeune. Il a décidé cela en compagnie de : Kalusha Bwalya, Alvin Corneal, Teófilo Cubillas, Roy Hodgson, Kwok Ka Ming, Rodrigo Kenton, Francisco Maturana, György Mezey, Roger Milla, Andy Roxburgh, Jim Selby, et Jozef Vengloš,.
En plus des activités nationales et continentales, il est aussi instructeur de la FIFA en 2011 et membre de la Commission FIFA des arbitres. 
Il dispense souvent des formations pour des arbitres de la CAF mais il a aussi des missions avec la FIFA, comme en 2016, en Polynésie française. Il était chargé de la partie théorique et technique des arbitres et des assistants et il est capable d'évaluer des arbitres et assistants FIFA, ce qu'il a fait pour les arbitres polynésiens (dont Norbert Hauata, Averii Jacques et Kader Zitouni) pour valider leur accréditation FIFA.
Pour la Coupe du monde 2018, en Russie, il est nommé en tant qu'assesseur arbitre. Il a la charge de noter la performance des arbitres (central, de touche, VAR) lors de six matchs parmi lesquels trois matchs du premier tour : Tunisie-Angleterre,, de Suède-Corée du Sud, et de Argentine-Croatie,.